# Горовец, Леонид Борисович
Леони́д Бори́сович Го́ровец (7 октября 1950, Киев — 10 февраля 2013, там же) — советский, украинский кинорежиссёр и сценарист, педагог. Заслуженный деятель искусств Украины (2009).

## Биография
Леонид Борисович Горовец родился 7 октября 1950 года в Киеве.
В 1973 году он окончил Киевский государственный университет им. Тараса Шевченко, а в 1979 году — Государственный Театральный институт им. Карпенко-Карого.
С 1979 года по 1985 год Горовец являлся режиссёром-постановщиком «Киевнаучфильм».
В 1990 году за фильм «Дамский портной» получил премию кинофестиваля авторского кино в итальянском городе Сан-Ремо за лучший режиссёрский дебют.
В связи с кризисом в кинематографе в 1990 году он вынужден был репатриироваться в Израиль. Там Леонид Горовец работал на израильском телевидении, снимал документальные фильмы и преподавал в Тель-Авивском университете.
В конце 2006 — начале 2007 года вернулся на Украину, где продолжил снимать фильмы.
Леонид Горовец скончался 10 февраля 2013 года в Киеве.

## Семья
Был женат. По состоянию на 2009 год, жена проживала в Израиле и работала там на телевидении.

## Премии и награды
- 1990 — премия Международного кинофестиваль авторского кино в Сан-Ремо (Италия) за лучший режиссёрский дебют (фильм «Дамский портной»).
- 2009 — Заслуженный деятель искусств Украины (18 августа 2009 года) — за весомый личный вклад в укрепление международного авторитета Украины, популяризацию её исторического наследия и современных достижений и по случаю 18-й годовщины независимости Украины[5][6].

## Фильмография
1. 1987 — Родимое пятно (режиссёр)
2. 1988 — Поляна сказок (режиссёр)
3. 1990 — Дамский портной (режиссёр)
4. 1994 — Кофе с лимоном (режиссёр и сценарист)
5. 2005 — Ингеле (режиссёр)
6. 2007 — Настоящее чудо (режиссёр, продюсёр)
7. 2008 — Коснуться неба (режиссёр)
8. 2008 — Король, дама, валет (режиссёр)
9. 2010 — Муж моей вдовы (режиссёр, сценарист)

## Документальные фильмы
- Две мандолины, режиссёр
- Аромат идиш, режиссёр,
- Папа еврей, мама — не совсем, режиссёр.